# Boxeuropameisterschaften 1957
Die 12. Herren-Boxeuropameisterschaften der Amateure wurden vom 25. Mai bis 2. Juni 1957 in der tschechoslowakischen Hauptstadt Prag ausgetragen. Es nahmen 149 Kämpfer aus 21 Nationen teil.
Es wurden Medaillen in zehn Gewichtsklassen vergeben. Die Sowjetunion errang drei Medaillen und stellte damit die beste Mannschaft.

## Ergebnisse
| Klasse            | Gold                             | Silber                            | Bronze                                                       |
| Fliegengewicht    | Manfred Homberg Deutschland      | Mircea Dobrescu Rumänien          | Peter Davies Wales René Libeer Frankreich                    |
| Bantamgewicht     | Oleg Grigorjew Sowjetunion       | Gianfranco Piovesani Italien      | Peter Goschka Deutschland Johnny Morrisey Schottland         |
| Federgewicht      | Dimitar Velinov Bulgarien        | Mario Sitri Italien               | Kazimierz Boczarski Polen Wladimir Safronow Sowjetunion      |
| Leichtgewicht     | Kazimierz Paździor Polen         | Olli Mäki Finnland                | John Kidd Schottland Horst Herper Deutschland                |
| Halbweltergewicht | Wladimir Jengibarjan Sowjetunion | Walter Ivanus Tschechoslowakei    | Zygmunt Milewski Polen Ilija Lukić Jugoslawien               |
| Weltergewicht     | Manfred Graus Deutschland        | Leopold Potesil Österreich        | Juri Gromow Sowjetunion Frederick Tiedt Irland               |
| Halbmittelgewicht | Nino Benvenuti Italien           | Tadeusz Walasek Polen             | Rolf Caroli DDR Ivan Sobolev Sowjetunion                     |
| Mittelgewicht     | Zbigniew Pietrzykowski Polen     | Dragoslav Jakovljević Jugoslawien | Paul Nickel DDR Karl Schoenberg Deutschland                  |
| Halbschwergewicht | Gheorghe Negrea Rumänien         | Petar Stankov Bulgarien           | Zdenek Cipro Tschechoslowakei Laszlo Csabajszky Ungarn       |
| Schwergewicht     | Andrei Abramow Sowjetunion       | Vasile Mariutan Rumänien          | Josef Němec Tschechoslowakei Branislav Davidović Jugoslawien |

## Medaillenspiegel
| Rang | Land             | Gold | Silber | Bronze | Gesamt |
| ---- | ---------------- | ---- | ------ | ------ | ------ |
| 01   | Sowjetunion      | 3    | 0      | 3      | 6      |
| 02   | Polen            | 2    | 1      | 2      | 5      |
| 03   | Deutschland      | 2    | 0      | 3      | 5      |
| 04   | Italien          | 1    | 2      | 0      | 3      |
| 04   | Rumänien         | 1    | 2      | 0      | 3      |
| 06   | Bulgarien        | 1    | 1      | 0      | 2      |
| 07   | Tschechoslowakei | 0    | 1      | 2      | 3      |
| 07   | Jugoslawien      | 0    | 1      | 2      | 3      |
| 09   | Finnland         | 0    | 1      | 0      | 1      |
| 09   | Österreich       | 0    | 1      | 0      | 1      |
| 011  | DDR              | 0    | 0      | 2      | 2      |
| 011  | Schottland       | 0    | 0      | 2      | 2      |
| 013  | Frankreich       | 0    | 0      | 1      | 1      |
| 013  | Ungarn           | 0    | 0      | 1      | 1      |
| 013  | Irland           | 0    | 0      | 1      | 1      |
| 013  | Wales            | 0    | 0      | 1      | 1      |
|      | Gesamt           | 10   | 10     | 20     | 40     |